# Berlandina nigromaculata
Berlandina nigromaculata är en spindelart som först beskrevs av John Blackwall 1865.  Berlandina nigromaculata ingår i släktet Berlandina och familjen plattbuksspindlar. Inga underarter finns listade.